# Прем'єра (фільм)
«Прем'єра» — радянський художній фільм 1991 року, знятий режисером Гігою Лордкіпанідзе на кіностудії «Грузія-фільм».

## Сюжет
У старій тбіліській квартирі збирається велика родина: Марго — у минулому прекрасна актриса, Ада — її нещасна тридцятирічна дочка, брат Марго — Іраклій — великий грузинський актор та його молода дружина Неллі. Вони постійно щось говорять, але, як у театрі абсурду, не чують один одного. Усі чекають на прем'єру нової вистави Іраклія, єдиного кольорового епізоду у всьому чорно-білому фільмі.

## У ролях
- Тенгіз Арчвадзе — Іраклій
- Кетеван Кікнадзе — Марго
- Ніно Тархан-Моураві — Като
- Отар Бахтадзе — роль другого плану
- Іраклій Датукішвілі — роль другого плану
- Нана Лордкіпанідзе — Аза
- Георгій Бурджанадзе — Резо
- Ніно Чхеїдзе — Нуца
- Тамара Датуашвілі — Нелі
- Резо Чхіквішвілі — Кокі
- Бадрі Бегалішвілі — роль другого плану
- Юрій Васадзе — роль другого плану
- Джоні Джанджалашвілі — роль другого плану
- Ірма Кутателадзе — роль другого плану
- Джибо Талаквадзе — роль другого плану
- Зураб Цинцкіладзе — роль другого плану
- Кетеван Кобахідзе — епізод
- А. Небієрідзе — епізод

## Знімальна група
- Режисер — Гіга Лордкіпанідзе
- Сценарист — Гіга Лордкіпанідзе
- Оператор — Леван Намгалашвілі
- Композитор — Бідзіна Квернадзе